# بايج بيكرز
بايج ماديسون بيكرز  ( /ˈbɛkərz/ ؛ 20 أكتوبر 2001) هي لاعبة كرة سلة جامعية أمريكية في جامعة كونيكتيكت (UConn) في فريق أقوياء البنية في مؤتمر الشرق الكبير .
صنفت بيكرز في مدرسة هوبكنز الثانوية في مينيتونكا ، مينيسوتا ، على أنها المجندة رقم واحد في فصلها من قبل شبكة البرمجة الترفيهية والرياضية ESPN وحصلت على مرتبة الشرف في المدرسة الثانوية الوطنية . في موسمها الأول في UConn ، تمت الموافقة عليها بالإجماع للعب في الفريق الأول جميع الامريكيين وأصبحت أول طالبة تحصل على جائزة أفضل لاعبة جامعية وطنية للسيدات في العام ، وفازت بالأربعة التي كانت مؤهلة لها. قادت UConn إلى النصف النهائي من بطولة كرة السلة للسيدات من القسم الأول NCAA 2021 وسجلت أرقامًا قياسية في عدد التمريرات من قبل طالب جديد ومساعدات لعبة واحدة. غابت بيكرز عن معظم موسمها في السنة الثانية بسبب إصابة في الركبة اليسرى لكنها قادت فريقها إلى مباراة البطولة الوطنية وجعلت وكالة أسوشييتد برس (AP) تنشيد بها.
فازت بيكرز بثلاث ميداليات ذهبية مع الولايات المتحدة على المستوى الدولي للشباب ، بما في ذلك في كأس العالم لكرة السلة 2019 تحت 19 عامًا ، حيث حصلت على لقب أفضل لاعبة . كانت حاصلة على الميدالية الذهبية الأولمبية للشباب في كرة السلة 3x3 ولعبت مع المنتخب الوطني الكبير 3x3 . تم الاعتراف بـ بيكرز كأفضل لاعبة كرة سلة في الولايات المتحدة الأمريكية لعام 2019.

## النشأة والوظيفة
ولدة بيكرز في يوم 20 أكتوبر 2001 في إيدينا بولاية مينيسوتا ونشأ في سانت لويس بارك المجاورة. بدأت لعب كرة السلة في سن الخامسة. عندما كانت طفلة ، لعبت أيضًا لعبة البيسبول كملتقطة ، وكذلك كرة القدم الامريكية وكرة القدم ، لكنها ركزت على كرة السلة في الصف الأول. أصبحة بيكرز أصدقاء مع لاعب الاتحاد الوطني لكرة السلة المستقبلي (NBA) جالين سوجز أثناء وجوده في المدرسة الابتدائية . دربها والدها في كرة السلة حتى الصف السابع. استوحت بيكرز الإلهام من لاعبي الدوري الاميركي للمحترفين ليبرون جيمس وكيري ايرفينغ ، ولاعبتا الرابطة الوطنية لكرة السلة للسيدات (WNBA) ديانا توراسي وسو بيرد . و نشأت في دعم مينيسوتا لينكس من WNBA.